# Windhoek-Klein Windhoek
Klein Windhoek ist ein Stadtteil der namibischen Hauptstadt Windhoek und war Anfang des 20. Jahrhunderts eine selbständige Stadt.
Klein Windhoek liegt im Wahlkreis Windhoek-Ost am Ostrand der Stadt und grenzt an die Stadtteile Central und Luxushügel im Westen, Eros im Norden, Ludwigsdorf im Osten und Avis im Südosten.
Die Gegend wird hauptsächlich als Wohngebiet genutzt, welches besonders unter Weißen beliebt ist, weshalb hier mitunter die höchsten Grundstückspreise in Namibia zu finden sind.

## Geschichte
Der Stadtteil ist der Ort der ersten Besiedlung durch die Deutsche Schutztruppe am Rande der Quellen ǀAi-ǁGams. Als Gründer von Klein Windhoek gilt John Ludwig, der hier um 1892 sein Restaurant „Ludwigslust“ eröffnete. Ihm folgten zahlreiche Siedler.
Sehenswert ist noch heute das Mausoleum des Gründers John Ludwig im Stadtteil Ludwigsdorf.

## Galerie

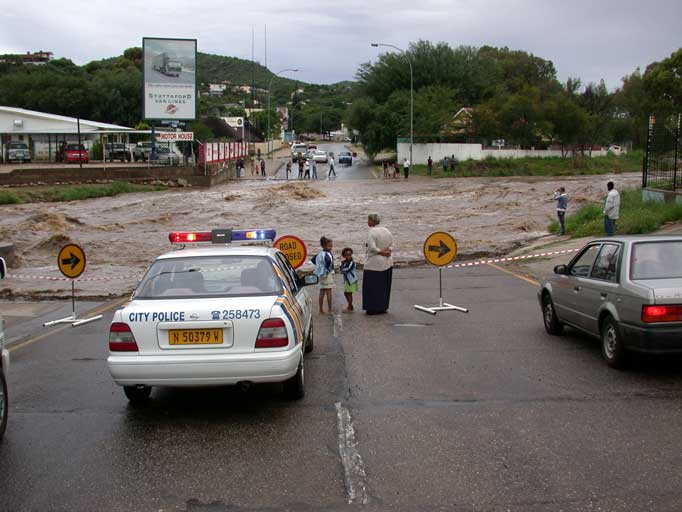
Klein Windhoek Rivier nach starken Regenfällen
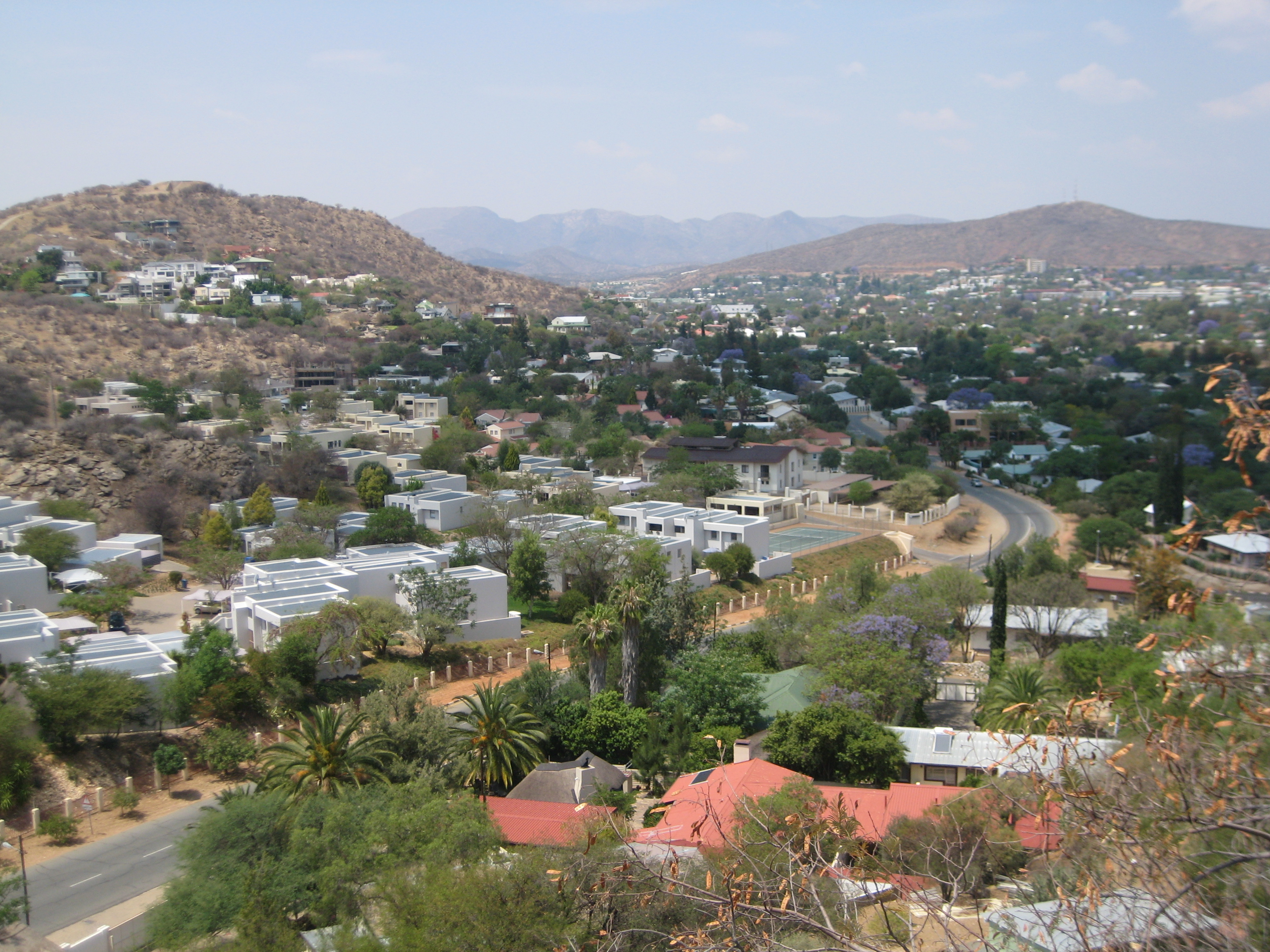
Blick auf Klein Windhoek von Norden